# Lennard Maloney
Pour les articles homonymes, voir Maloney.
Lennard Maloney, né le 8 octobre 1999 à Berlin en Allemagne, est un footballeur international américain qui évolue au poste de milieu défensif au FSV Mayence. 
Il possède également la nationalité allemande.

## Biographie

### Jeunesse et formation
Lennard Maloney est né à Berlin d'une mère allemande et d'un père américain qui a servi dans l'U.S. Air Force,,. Il commence à jouer au football à l’âge de 4 ans au Köpenicker SC, avant de rejoindre le FSV Blau-Weiß Mahlsdorf/Waldesruh. Puis, en 2012 — à l'âge de ses 13 ans — il intègre l'académie de l'Union Berlin,.

### Parcours en club
Le 15 août 2017, il signe son premier contrat professionnel avec l'Union Berlin, jusqu'en juin 2019. Le 1er avril 2018, il fait ses débuts en 2. Bundesliga — en tant que titulaire en défense centrale — contre le SpVgg Greuther Fürth,. Il signe un nouveau contrat de deux ans avec l'Union le 4 avril 2019. Le 31 janvier 2020, il rejoint le Chemnitzer FC sous la forme d'un prêt jusqu'à la fin de la saison.
Le 7 août 2020, il signe pour une durée de deux ans avec la réserve du Borussia Dortmund,. Sous la direction d'Enrico Maaßen (en), il remporte la Regionalliga Ouest et la réserve est promue en 3. Liga. Au cours de la saison 2021-2022, il joue principalement avec la réserve en 3. Liga. Cependant, il a également disputé deux matchs en Bundesliga — sous la direction de Marco Rose — avec l'équipe première,. Il fait ses débuts avec le Borussia Dortmund le 23 octobre 2021, lors d'un match de Bundesliga contre l'Arminia Bielefeld,,.
En fin de contrat à Dortmund, il signe un contrat de trois ans avec le FC Heidenheim — qui évolue en 2. Bundesliga — le 27 avril 2022. Il est repositionné en milieu défensif par Frank Schmidt (en). Le 28 mai 2023, lors du dernier match de la saison, ils battent le Jahn Regensburg, permettant à Heidenheim de remporter le championnat de deuxième division. Ils sont également promu pour la première fois en Bundesliga. 
Il inscrit son premier but avec le FC Heidenheim, lors du premier tour de la DFB-Pokal contre le Rostocker FC le 13 août 2023. Puis, il est titularisé pour la première fois en Bundesliga, le 19 août suivant, lors d'une défaite 2-0 contre le VfL Wolfsburg. Il est le joueur qui a le plus couru en ce début de saison — soit 13 kilomètres en moyenne.

### Parcours en sélection
Possédant à la fois la nationalité allemande et américaine, Lennard Maloney est éligible pour la sélection allemande mais aussi pour les États-Unis, pays dont il possède des origines, ― son père étant né en Floride,. En sélection de jeune il commence à jouer avec l'Allemagne, mais représente finalement plus tard les États-Unis,.
Le 5 octobre 2023, Lennard Maloney est convoqué pour la première fois en équipe des États-Unis par le sélectionneur Gregg Berhalter pour participer à deux matchs amicaux — face à l'Allemagne, puis contre le Ghana,. « J'ai toujours rêvé de pouvoir jouer pour les États-Unis depuis que je joue au football », explique-t-il à propos de sa nomination et ajoute : « je suis heureux d'avoir fait un grand pas vers ce rêve ». Il devient également le deuxième joueur du FC Heidenheim à être convoquer en équipe nationale, après Ben Halloran. Le 17 octobre suivant, il honore sa première sélection en entrant en cours de jeu — à la place de Johnny — contre le Ghana.

## Statistiques

### Statistiques en club
| Saison                | Club                  | Championnat           | Championnat | Championnat | Championnat | Coupe(s) nationale(s) | Coupe(s) nationale(s) | Coupe(s) nationale(s) | Compétition(s) continentale(s) | Compétition(s) continentale(s) | Compétition(s) continentale(s) | Compétition(s) continentale(s) | États-Unis | États-Unis | États-Unis | Total | Total | Total |
| Saison                | Club                  | Division              | M.          | B.          | P.d.        | M.                    | B.                    | P.d.                  | Comp.                          | M.                             | B.                             | P.d.                           | M.         | B.         | P.d.       | M.    | B.    | P.d.  |
| 2017-2018             | Union Berlin          | 2. Bundesliga         | 1           | 0           | 0           | -                     | -                     | -                     | -                              | -                              | -                              | -                              | -          | -          | -          | 1     | 0     | 0     |
| 2019-2020             | Chemnitzer FC (prêt)  | 3. Liga               | 8           | 0           | 0           | -                     | -                     | -                     | -                              | -                              | -                              | -                              | -          | -          | -          | 8     | 0     | 0     |
| 2020-2021             | Borussia Dortmund II  | Regionalliga          | 34          | 1           | 1           | -                     | -                     | -                     | -                              | -                              | -                              | -                              | -          | -          | -          | 34    | 1     | 1     |
| 2021-2022             | Borussia Dortmund II  | 3. Liga               | 27          | 1           | 0           | -                     | -                     | -                     | -                              | -                              | -                              | -                              | -          | -          | -          | 27    | 1     | 0     |
| Sous-total            | Sous-total            | Sous-total            | 61          | 2           | 1           | -                     | -                     | -                     | -                              | -                              | -                              | -                              | -          | -          | -          | 61    | 2     | 1     |
| 2021-2022             | Borussia Dortmund     | Bundesliga            | 2           | 0           | 0           | 0                     | 0                     | 0                     | -                              | -                              | -                              | -                              | -          | -          | -          | 2     | 0     | 0     |
| 2022-2023             | FC Heidenheim         | 2. Bundesliga         | 33          | 0           | 1           | 1                     | 0                     | 0                     | -                              | -                              | -                              | -                              | -          | -          | -          | 34    | 0     | 1     |
| 2023-2024             | FC Heidenheim         | Bundesliga            | 29          | 1           | 1           | 2                     | 1                     | 0                     | -                              | -                              | -                              | -                              | 2          | 0          | 0          | 33    | 2     | 1     |
| 2024-2025             | FC Heidenheim         | Bundesliga            | 11          | 0           | 0           | 2                     | 0                     | 0                     | C4                             | 7                              | 0                              | 0                              | -          | -          | -          | 20    | 0     | 0     |
| Sous-total            | Sous-total            | Sous-total            | 73          | 1           | 2           | 5                     | 1                     | 0                     | -                              | 2                              | 0                              | 0                              | 7          | 0          | 0          | 87    | 2     | 2     |
| Total sur la carrière | Total sur la carrière | Total sur la carrière | 145         | 3           | 3           | 5                     | 1                     | 0                     | -                              | 2                              | 0                              | 0                              | 7          | 0          | 0          | 159   | 4     | 3     |

## Palmarès
Avec la réserve du Borussia Dortmund, il remporte la Regionalliga Ouest en 2021. Puis, avec le FC Heidenheim il remporte la 2. Bundesliga en 2023.